# Sydney 28A
Sydney 28A är ett reservat i Kanada.   Det ligger i provinsen Nova Scotia, i den östra delen av landet, 1 200 km öster om huvudstaden Ottawa. Sydney 28A ligger på ön Kap Bretonön.
I omgivningarna runt Sydney 28A växer i huvudsak blandskog. Runt Sydney 28A är det ganska glesbefolkat, med 34 invånare per kvadratkilometer.